# Porto
Porto (portugalski: o Porto = luka, engleski: Oporto) je drugi po veličini portugalski grad. U 15 gradskih župa na 41.66 km², 2005. godine, živjelo je 238,465 stanovnika.
Porto je smješten na rijeci Duero u sjevernoj portugalskoj regiji Norte. Poznat je po gustom i slatkastom vinu Portu koje se proizvodi u vinskim podrumima (adegas) Starog grada uz rijeku, Vila Nova de Gaia.

## Povijest
U rimskom razdoblju je na prostoru Porta bilo trgovačko naselje Portus Cale iz 4. stoljeća prema kojem je vjerojatno Portugal dobio ime. Godine 417. su taj prostor zaposjeli Alani, a 711. su došli Arapi. Godine 868. ga je oslobodio kršćanski vođa Vímara Peres, vojvoda Galicije, i osnovao prvu portugalsku državu nazvanu prema gradu Condado de Portucale. Iz te države je kasnije nastao Portugal. U 14. i 15. st. Porto je bio značajno pomorsko središte i baza za pomorske operacije i istraživanja. Istovremeno se razvija proizvodnja vina po kojoj Porto postaje poznat.
Godine 1717. je uspostavljena engleska trgovačka postaja i jača uvoz vina u Englesku. Portugalska vlada je prvi put u Europi uspostavila kontrolu kvalitete vina Porto. Godine 1809. Napoleonove trupe su napale Porto i pritom je mnogo stanovnika poginulo bježeći preko pontonskog mosta na rijeci Duero koji je popustio pod njihovom težinom. Godine 1822. je donesen liberalni ustav grada kojeg nije htio prihvatiti kralj Miguel I. Kralj je napao grad i opsjedao ga 8 mjeseci. Nakon njegove abdikacije je vraćen liberalni ustav. Dana 31. siječnja 1891. godine u Portu je izbio ustanak koji je naposljetku doveo do uspostave Republike Portugal 1910. godine.

## Zemljopis
Porto je smješten na sjeveru Portugala, na ušću rijeke Duerov u Atlantski ocean. Reljef u okolici grada je brdovit. Oko samog Porta postoji mnogo naselja koja su s njim povezana i čine metropolitansku regiju Veliki Porto. Najznačajnije je naselje Vila Nova de Gaia na suprotnoj strani rijeke od Porta. Ostala veća naselja su Matosinhos, Rio Tinto, Valbom, Gondomar, Oliveira do Douro i Canidelo.
Klima je sredozemna. Ljeta su vruća i suha, a zime blage i vlažne.

## Znamenitosti
Porto ima izvrsno očuvanu staru gradsku jezgru unutar zidina iz 14. stoljeća, koja je upisana na popis svjetske baštine UNESCO-a kao primjer izvrsno sačuvane jezgre europskog grada koji se razvijao u duhu Zapada, ali i jasnim vezama s Istokom. U Starom gradu ističu se romanička katedrala, najstarija građevina u gradu iz 5. – 6. st., obnovljena od 1110. – 13. st. Od ostalih crkava značajne su: predromanička Crkva sv. Martina u Cadofeiti (Igreja de São Martinho de Cedofeita, 10. st.), gotička Crkva sv. Franje (Igreja de São Francisco) i Crkva sv. Klare (Santa Clara) u originalnom portugalskom manuelinskom stilu, te Crkva Milosrđa (Misericórida). Značajna je barokna crkva Igreja dos Clérigos ("Crkva klerika") talijanskog arhitekta Nicolaua Nasonija, izgrađena od 1732. – 63., čiji je toranj postao simbolom grada. 
U Portu su znamenite i brojne palače od kojih se ističu neoklasicističke Palača burze (Bolsa do Porto, 1834.) i Kristalna palača (Palácio de Cristal), te romanička Biskupska palača (Paço Episcopal do Porto) koja je u 18. stoljeću obnovljena u stilu rokokoa. 
Najvažnija obrazovna institucija u gradu bila je Nautička škola (Aula de Náutica) iz 1762. godine. Od obrazovnih institucija najveća je Sveučilište u Portu (Universidade do Porto), koje je i najveće portugalsko sveučilište s oko 28,000 studenata.
Porto je poznat i kao "Grad mostova", Porto nije sačuvao niti jedan stari most. Najstariji sačuvani most koji spaja dvije riječne obale, željeznički most Ponte D. Maria, projektirao je 1876. godine Gustave Eiffel. Starim gradom dominira most Ponte Dom Luís I koji je izgrađen od 1881. – 86. godine.
Postoje brojni muzeji i galerije, od kojih su najpoznatiji muzej portugalske umjentosti od 16. do 20. st., Museu Nacional de Soares dos Reis, i Muzej suvremene umjetnosti (Museu de Arte Contemporânea) fundacije Serralves. Od kulturnih dvorana najpoznatije su koncertna dvorana Coliseu do Porto, Nacionalno kazalište São João, Kazalište Rivoli, Kino Batalha Značajna je moderna koncertna dvorana Casa de Música (2001. – 2005.) koju je izgradio nizozemski arhitekt Rem Koolhaas kada je Porto proglašen za europski glavni grad kulture.
- Porto noću
- Povijesno središte
- Katedrala
- Biskupska palača
- Igreja dos Clérigos
- Palača burze
- Fundacija Serralves
- Coliseu do Porto
- Glavni kolodvor São Bento ukrašen azulejo keramikom
- Avenida dos Aliados
- Gradska vijećnica
- Most D. Luís I. iznad Starog grada
- Pogled na grad s tornja Clérigos
- Bačve vina Porto u podrumima Starog grada

## Šport
- Futebol Clube do Porto, nogometni klub

## Gradovi prijatelji
| Porto je zbratimljen sa sljedećim gradovima: - Jena, Njemačka - Bordeaux, Francuska - Pernik, Bugarska - Bristol, UK - Duruelo de la Sierra, Španjolska - León, Španjolska | - Liège, Belgija - Macau, Makao - Šangaj, Kina - Nagasaki, Japan - Vigo, Španjolska Gradovi s kojima Porto ima sporazume o suradnji su: - Belo Horizonte, Brazil | - Beira, Mozambik - Luanda, Angola - Mindelo, Cape Verde - Neves, Sveti Toma i Princip - Ndola, Zambija - Recife, Brazil - Akhisar, Turska |

## Vanjske poveznice
- Službena stranica gradskog vijeća grada Porta (port.)
- Vodič: Porto na Wikivoyageu